# Andreas Dietrich von Böltzig
Andreas Dietrich von Böltzig (* 19. November 1704 in Oberröblingen; † 31. Mai 1783 ebenda) war ein deutscher Erb-, Lehn- und Gerichtsherr sowie Kirchenpatron in Oberröblingen sowie evangelischer Domherr in der früheren Bischofsstadt Halberstadt.

## Leben
Er war der zweitälteste Sohn von Andreas Friedrich von Böltzig (gestorben am 21. Mai 1716), der königlich-polnischer und kurfürstlich-sächsischer Oberaufseher der Ämter Gommern und Elbenau gewesen ist.
Durch den frühen Tod des Vaters hatte er gemeinsam mit seinen drei Brüdern Adrian Johann, Friedrich Carl und Friedrich Wilhelm von Böltzig sowie seiner Schwester Friederica Louysa, die später den Major von Eldit in Magdeburg heiratete, mehrere Besitzungen im Königreich Preußen und im Kurfürstentum Sachsen geerbt, wozu die Rittergüter in Oberröblingen, Groß Salze und Struvenberg zählten. Wohnsitz der Familie war die Stadt Groß Salze. Seine verwitwete Mutter schrieb 1720 persönlich an August Hermann Francke in Halle (Saale), weil sie am Pädagogium der Franckeschen Stiftungen ihre beiden Söhne Andreas Dietrich und Friedrich Carl auf ein Studium vorbereiten lassen wollte und dazu aktuelle Informationen zu dieser Lehranstalt erbat. Nach der zustimmenden Antwort Franckes besuchten die beiden Böltzig-Brüder noch ab dem gleichen Jahr das Pädagogium in Halle. Danach studierte er ab 1727 an der Universität Halle.
1729 einigten sich die vier Böltzig-Brüder auf eine Provisional-Teilung der väterlichen Besitzungen durch Losentscheid. August Dietrich erhielt das Rittergut Oberröblingen, dessen Besitzungen bis in die frühe Neuzeit ein eigenes Amt bildeten und dann dem sächsischen Amt Sangerhausen angegliedert wurden. Sein Vater hatte den Besitz im Jahre 1700 für 22.000 Taler erworben. Das Schloss, die frühere Wasserburg Oberröblingen, baute Böltzig aus und machte es zu seinem Lebensmittelpunkt. Dazu gehörte als wirtschaftliche Grundlage das Rittergut. Er ließ u. a. den Wassergraben einebnen, wodurch die Zugbrücke abgerissen und die Anlage erweitert werden konnte. Die beiden von ihm besessenen Pfarrlehen in Gonna und Pölsfeld in der Grafschaft Mansfeld tauschte er 1749 gegen die Einräumung des Patronatsrechts über die Dorfkirche in Oberröblingen. Kurfürst Friedrich August II. von Sachsen verlieh seinem Rittergut Oberröblingen außerdem am 22. September die Kanzleischriftsäßigkeit und unterstellte ihn und das Rittergut direkt der kursächsischen Landesregierung in Dresden und übertrug dem Gut die Erbgerichtsbarkeit. Zum Gerichtsverwalter ernannte Böltzig den bekannten Juristen Johann Friedrich Hoffmann, der u. a. mit Johann Christoph Gottsched korrespondierte.
Da die vier Brüder ihre einzige Schwester bei der Verteilung des väterlichen Grundbesitzes übergangen hatten, protestierte diese erfolgreich dagegen und erreichte 1739 eine finanzielle Entschädigung, die ihn in den folgenden Jahren in eine finanzielle Krise stürzte, aus der er sich nur allmählich wieder, nicht zuletzt auch durch seine Einnahmen aus Halberstadt, erholte.
Böltzigs Zeit als Domherr am Domkapitel des Bistums Halberstadt gehört derzeit größtenteils noch zu den Forschungsdesideraten, die seit 2017 aufgearbeitet werden. Die Übernahme des Domherrenamtes machte zeitweilig seine mehrwöchige dortige Anwesenheit in der Bischofsstadt erforderlich. Mindestens seit 1756 war Böltzig im Besitz einer Minorpräbende. Er bewohnte eine repräsentative Kurie am Domplatz in Halberstadt. Hier zählte er zum Bekanntenkreis des Dichters Johann Wilhelm Ludwig Gleim im dortigen Gleimhaus. Zu seinem Netzwerk gehörte auch die Familie von Hardenberg auf Wiederstedt, da seine Vetterin die Mutter des Dichters der Frühromantik Novalis war, und Böltzig mit dem Halberstädter Subsenior und Domherr Georg Ludwig von Hardenberg, der nach Böltzigs Tod Domdechant wurde, und dessen Literarischen Gesellschaft Umgang pflegte.
Bereits hochbetagt erhielt er mit seinem jüngeren Bruder Friedrich Wilhelm je eine Hälfte des Ritterguts Roitzsch im sächsischen Amt Bitterfeld. Außerdem war er mitbelehnt mit den Böltzig'schen Gütern Prußendorf und Spören.
Böltzig blieb sein gesamtes Leben unverheiratet und hinterließ keine Kinder, so dass sein gesamter Besitz an den einzigen Bruder, der ihn überlebte, Friedrich Carl von Böltzig, fiel. Dieser war Hauptmann und Bürgermeister in Groß Salze und hatte durch den kinderlosen Tod seines anderen Bruders Friedrich Wilhelm von Böltzig im Mai 1783 zusätzlich noch das Rittergut Roitzsch im Amt Bitterfeld geerbt.
Sein Grabmal befindet sich in der evangelischen Kirche von Oberröblingen, dessen Kirchenpatron er war und wo er in aller Stille beigesetzt wurde. Erhalten geblieben ist auch das umfangreiche Gutsarchiv Oberröblingen mit persönlichen Dokumenten Böltzigs und seine mit zahlreichen Wappen verzierte Aufschwörtafel beim Domkapitel Halberstadt aus der Mitte des 18. Jahrhunderts.

## Ehrungen
- 1754 Stephansorden